# 扎克·派克
扎卡里·湯瑪斯·派克（英語：Zachary Thomas Parker，1981年8月19日—）為美國棒球選手，曾效力於中華職棒La new熊，中文登錄名為「派克」，守備位置為投手。

## 經歷
- 美國職棒科羅拉多落磯（小聯盟，2001年～2007年）
- 亞利桑那秋季聯盟Mesa Solar Sox（2004年）
- 美國職棒獨立聯盟Lancaster Barnstormers（2007年～2008年）
- 墨西哥太平洋聯盟Caneros de Los Mochis（2007年）
- 美國職棒德州遊騎兵（小聯盟，2008年）
- 墨西哥太平洋聯盟Yaquis de Obregon（2008年）
- 墨西哥太平洋聯盟Tomateros de Culiacan（2008年）
- 美國職棒獨立聯盟Lancaster Barnstormers（2009年）
- 中華職棒La New熊（2010年）
- 美國職棒獨立聯盟Lancaster Barnstormers（2011年）

## 職棒生涯成績
| 年度 | 球隊     | 出賽 | 先發 | 勝投 | 敗投 | 中繼 | 救援 | 完投 | 完封 | 三振 | 四死 | 責失 | 投球局數 | 自責分率 | 被上壘率 |
| ---- | -------- | ---- | ---- | ---- | ---- | ---- | ---- | ---- | ---- | ---- | ---- | ---- | -------- | -------- | -------- |
| 2010 | La New熊 | 2    | 2    | 0    | 2    | 0    | 0    | 0    | 0    | 1    | 9    | 8    | 2.1      | 30.86    | 4.71     |
| 合計 | 1年      | 2    | 2    | 0    | 2    | 0    | 0    | 0    | 0    | 1    | 9    | 8    | 2.1      | 30.86    | 4.71     |

## 爭議
- 2010年4月6日中華職棒藥檢報告出爐，因違反興奮劑及利尿劑禁藥規定遭處8場禁賽，但已離台。

## 外部連結
- 扎克·派克在台灣棒球維基館上的頁面（繁體中文）
- 扎克·派克在美國職棒官網（英语）
- 扎克·派克在中華職棒官網
- 扎克·派克在Baseball-Reference.com（小聯盟以及海外聯盟）（英语）